# Dominik Livaković
Dominik Livaković (* 9. Januar 1995 in Zadar) ist ein kroatischer Fußballtorwart, der für Fenerbahçe Istanbul und die kroatische Nationalmannschaft spielt.

## Karriere

### Verein
Livaković wurde zu Beginn der Saison 2012/13 Teil der ersten Mannschaft von NK Zagreb. Ursprünglich war er der Ersatztorhüter des Vereins. Am 31. August 2012 gab er sein Ligadebüt bei einer 0:1-Heimniederlage gegen HNK Cibalia. Bald darauf wurde er die Nummer eins des Vereins und bestritt in vier Spielzeiten insgesamt 104 Ligaspiele, darunter 90 in der 1. HNL.
Am 30. August 2015 unterschrieb er einen Vertrag bei Dinamo Zagreb. Sein Ligadebüt gab er am 2. Oktober 2016 bei einem torlosen Remis gegen Hajduk Split. Am 18. Oktober 2016 trat er zum ersten Mal in der UEFA Champions League bei einer 0:1-Heimniederlage gegen den FC Sevilla an. Er gewann in der Saison 2017/18 seinen ersten Meistertitel mit Dinamo, wobei er 33 Ligaspiele bestritt.
Nach sechs kroatischen Meisterschaften und über 200 Spielen für Dinamo als Stammtorhüter wechselte Livaković im August 2023 zum 19-malige türkischen Meister Fenerbahçe Istanbul. Berichten zufolge liegt die Ablösesumme an Dinamo Zagreb bei 9 Millionen Euro.

### Nationalmannschaft
Livaković wurde im Mai 2016 zum ersten Mal in die kroatische Fußballnationalmannschaft berufen, bei einem Freundschaftsspiel gegen Moldau. Er hatte seinen ersten Startelfeinsatz gegen Chile beim China Cup 2017. Ein Spiel bei dem Kroatien im Elfmeterschießen verlor. Er war Teil der kroatischen Auswahl die bei der Weltmeisterschaft 2018 in Russland Vizeweltmeister wurde, bestritt jedoch kein Spiel.
Er war bei der Europameisterschaft 2021 Bestandteil des kroatischen Kaders, der bei dem Turnier im Achtelfinale gegen Spanien ausschied.
Bei der Weltmeisterschaft 2022 in Katar hielt Livaković im Achtelfinale beim Sieg gegen Japan im Elfmeterschießen drei von vier Schüssen. Die darauffolgende Partie gegen Brasilien gewann Kroatien wieder im Elfmeterschießen, bei dem Livaković erneut einen Elfmeter hielt. Im WM-Halbfinale gegen Argentinien unterlag das Team 0:3. Durch einen Erfolg im Spiel um Platz 3 gegen Marokko gewann er mit Kroatien die Bronze-Medaille.

## Erfolge

### Nationalmannschaft
- Vizeweltmeister: 2018 (ohne Einsatz)
- Fußball-WM 3. Platz: 2022

### Verein
Dinamo Zagreb
- Kroatischer Meister: 2018, 2019, 2020, 2021, 2022, 2023
- Kroatischer Pokalsieger: 2018, 2021